# Hans-Peter Friedländer
Hans-Peter Friedländer (Berlijn, 6 november 1920 - ?) was een Zwitsers voetballer die speelde als aanvaller.

## Carrière
Friedländer speelde met Grasshopper Zürich waar hij speelde tot 1947 drie keer kampioen en won drie keer de beker. Ook won hij twee keer de topschuttersprijs in de hoogste klasse, die zou hij nog eens winnen in 1951 wanneer hij kampioen speelde met Lausanne Sports, de beker won hij met hen een jaar eerder. Hij speelde daarna nog voor Martigny Sports en Servette Genève tot hij in 1957 besliste te stoppen met voetballen.
Hij speelde 23 interlands voor Zwitserland waarin hij 12 keer kon scoren. Hij nam met de Zwitserse ploeg deel aan het WK voetbal 1950 in Brazilië.

## Erelijst
- Grasshopper Zürich
  - Landskampioen: 1942, 1943, 1945
  - Topschutter: 1944/45, 1945/46
  - Zwitserse voetbalbeker: 1942, 1943, 1946
- Lausanne Sports
  - Landskampioen: 1951
  - Topschutter: 1950/51
  - Zwitserse voetbalbeker: 1950